# Георгій Зарубський
Георгій (Юрій), інок Зарубський — був у XII чи на поч. XIII ст. чорноризцем Зарубського монастиря, що стояв над Дніпром біля теперішнього села Трахтемирова, Черкаського району, Черкаської області. Автор поученія.

## Послання до духовного сина
Ця пам'ятка — єдина, що збереглася після Зарубського монастиря, знищеного татарами. Повчання написане для молодого хлопця, що забажав мати Георгія духовним провідником. Юрій повчає його пам'ятати про смерть і про те, що готує вона людині, зробити в серці місце божому страхові, любити Бога, прикрашувати себе покорою, милосердям, опікою сиріт і вдів, любити всіх, зберігати таємниці приятелів, вистерігатися обмови, берегтися клятьби й заздрості.
Тут чернець виступає проти світських забав того часу, проти скоморохів, весельчаків і музикантів, яких не радить пускати до хати, а заступити гуслі Псалтирею та й повістями й повчаннями святих отців, що потерпіли за Бога. Виступає проти балакучості й почасти проти філософії, вказуючи на найвище християнське подвижництво.

## Публікація творів
- «Повчання» Георгія Зарубського у списку ХІІІ ст. // Німчук В. Історія української мови. Хрестоматія Х-ХІІІ ст. [Архівовано 5 липня 2019 у Wayback Machine.] — Житомир: Полісся, 2015. — С. 292.
- у книзі Срезневский И. Поучение Зарубского черноризца Георгия в списке XIII в. // Сведения и заметки р малоизвестных и неизвестных памятниках. I–XL, вып. I. — Сб. отд. рус. яз. и слов. АН, т. I, 1867 на сторінках 54—57 — текст поученія.
- у книзі Владимиров П. В. Обзор южнорусских и западнорусских памятников письменности от XI до XVII ст.— Чтен. в ист. общ. Нестора летоп., кн. 4 [Архівовано 7 червня 2019 у Wayback Machine.], 1890, стор. 140–142 (приложение). текст «Поучение Зарубского чернорижца Георгия».

1. ↑  Од грішного Георгія, чорноризця Зарубської печери, повчання духовному чаду. Архів оригіналу за 18 вересня 2016.